# Medaille für selbstlosen Einsatz bei der Bekämpfung von Katastrophen

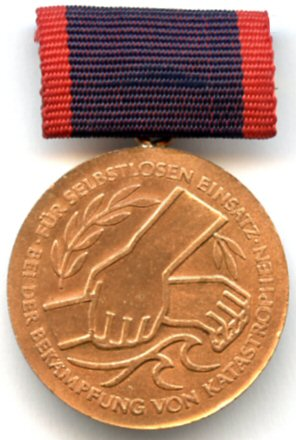

Die Medaille für selbstlosen Einsatz bei der Bekämpfung von Katastrophen war eine staatliche Auszeichnung  der Deutschen Demokratischen Republik (DDR), welche in Form einer tragbaren Medaille verliehen wurde.

## Geschichte
Die Medaille wurde am 15. August 1957 in einer Klasse vom Ministerrat der DDR gestiftet. Ihre Verleihung erfolgte für selbstlosen Einsatz, beispielhafte Hilfeleistung und aufopferungsvolle Arbeit sowie anderer hervorragender Leistungen bei der Verhinderung oder Bekämpfung von Katastrophen sowie der Beseitigung der daraus entstandenen Schäden. Die Verleihung konnte dabei sowohl an Einzelpersonen wie auch eingesetzte Kollektive erfolgen. In der Regel unmittelbar nach der zugrundeliegenden Tat und durch den Minister für Nationale Verteidigung zusammen mit der zugehörigen Urkunde.

## Aussehen und Trageweise
Die bronzefarbene Medaille mit einem Durchmesser von 30 Millimetern wurde in zwei Modellen verliehen, wobei die erste Form von 1957 bis 1971 und die zweite von 1972 bis zum Einigungsvertrag 1990 ausgehändigt wurde. Die Spange war 24 × 11 Millimeter groß und mit dunkelblauem Band – beidseitig begrenzt von einem roten Streifen – überzogen. Die Medaille selbst zierte beim ersten Modell auf der Vorderseite ein aus der Flut ragender Arm, dem eine Hand zur Hilfe gereicht wird, zusammen mit einem links oben eingeprägten Lorbeerzweig. Auf der Rückseite war die Inschrift: FÜR SELBSTLOSEN EINSATZ • BEI DER • BEKÄMPFUNG • VON KATASTROPHEN zu lesen. Beim zweiten Modell war die Zeichnung kleiner und die vorher rückwärtig eingeprägte Inschrift wurde auf die Vorderseite verlegt. Die neue Rückseite zeigte das Staatswappen der DDR, umgeben von den Worten: DEUTSCHE DEMOKRATISCHE REPUBLIK. Getragen wurde die Medaille an der linken oberen Brustseite.